# Ngaol Ilir
Ngaol Ilir is een bestuurslaag in het regentschap Merangin van de provincie Jambi, Indonesië. Ngaol Ilir telt 384 inwoners (volkstelling 2010).